# 17 de juliol
El 17 de juliol és el cent noranta-vuitè dia de l'any del calendari gregorià i el cent noranta-novè en els anys de traspàs. Queden 167 dies per finalitzar l'any.

## Esdeveniments
Països Catalans
- 1836 - Soneixa (Alt Palància): els carlins pateixen més de 300 baixes quan surten derrotats en la batalla de Soneixa durant la Primera Guerra Carlina.
- 1839 - Llucena (Alcalatén): els carlins aixequen el Setge de Llucena de 1839 després de la derrota que els infringeix Leopoldo O'Donnell durant la Primera Guerra Carlina.

Resta del món
- 1717, Londres: s'estrena la Música aquàtica (Water Music en anglès) de Georg Friedrich Händel.
- 1834 - Madrid: en la matança de frares a Madrid de 1834 s'assassinaren 73 frares i 11 resultaren ferits en l'assalt a diversos convents de la ciutat pel rumor que l'aigua de les fonts públiques havia estat enverinada pels frares.
- 1860: Es funda a Tunísia el diari en llengua àrab Al-Raid al-Tunisi.
- 1867, Londres: Karl Marx publica el primer volum d'El Capital.
- 1918 - Iekaterinburg, Rússia: El tsar Nicolau II de Rússia, la tsarina Alexandra de Hessen-Darmstadt i tota la seva família són assassinats pels bolxevics a la casa Ipatiev.[1][2]
- 1921: Marka Gjoni i els seus seguidors funden l'efímera República de Mirdita.
- 1936, Melilla: A les 5 de la tarda hi comença l'aixecament militar contra la República. El tinent coronel Yagüe posa a disposició de Franco tots els efectius de la Legió.
- 1945, Potsdam, Alemanya: Inici de la Conferència de Potsdam. Els participants van ser la Unió Soviètica, el Regne Unit i els Estats Units.[1]
- 2002, illot de Perejil: Un escamot de l'exèrcit espanyol ocupa l'illot en disputa amb el Marroc, i no l'abandonarà fins al dia 20, gràcies a la mediació del Secretari d'Estat dels Estats Units, Colin Powell.
- 2014, Hràbove, Ucraïna: El vol 17 de Malaysia Airlines que feia la línia entre Amsterdam i Kuala Lumpur és abatut per un míssil terra-aire, i en moren els 298 ocupants.[3]
- 2015: Es publica la primera versió de l'aplicació de vídeo missatgeria Beme.[4]

## Naixements
Països Catalans
- 1768 - Palma: Maria Pascuala Caro Sureda, científica il·lustrada, doctora en filosofia i religiosa mallorquina (m. 1827).[5]
- 1881 - Inca: Antoni Torrandell i Jaume, compositor musical.
- 1903 - València: Helena Cortesina, cupletista, actriu, directora de cinema i productora, pionera del cinema fet a Espanya (m. 1984).[6]
- 1920 - Barcelona: Joan Antoni Samaranch i Torelló, president del Comitè Olímpic Internacional (1980-2001) i de la Diputació de Barcelona (1973-1977).
- 1934 - Albesa, Noguera: Marta –o Martha– Palau i Bosch, artista catalana nacionalitzada mexicana, exiliada del franquisme.[7]
- 1937 - Barcelona: Sergi Schaaff i Casals, realitzador i director de televisió català (m. 2023).
- 1952 - Barcelona: Carme Balagué, actriu catalana de cinema, teatre i televisió.[8]
- 1959 - Barcelona: Salvador Brotons i Soler, compositor i director d'orquestra català.
- 1971 - Artà: Joana Aina Ginard Brunet, "Butlera", actual creadora de l'Argument de Sant Antoni des de l'any 2006.

Resta del món
- 1561, Florència: Jacopo Corsi, escriptor, poeta, músic i mecenes.
- 1698, Sant-Maloù, Regne de França: Pierre Louis Moreau de Maupertuis, matemàtic i físic francès del segle xviii, conegut per haver estat el primer a formular el principi de mínima acció.[9]
- 1758, Cerhenice: Gottfried Johann Dlabacz, músic i religiós premonstratenc.
- 1804, Leipzig: Carl Ferdinand Becker, compositor i organista.
- 1819, Goshen, Connecticut: Eunice Newton Foote, física i climatòloga pionera (m. 1888).[10][11]
- 1831, Pequín, Xina: Xianfeng, novè emperador de la dinastia Qing (m. 1861).[12]
- 1845, Kristiania: Ragna Nielsen, educadora, escriptora, política i feminista noruega.[13]
- 1860, Trèveris: Clara Viebig, escriptora alemanya (m.1952).[14]
- 1883, Alfred (Maine): James Edward Abbé, fotògraf nord-americà.
- 1888, Bútxatx (Imperi austrohongarès): Shmuel Josef Agnon, escriptor israelià, Premi Nobel de Literatura de l'any 1966 (m. 1970).[15]
- 1898, Springfield, Ohio: Berenice Abbott, fotògrafa estatunidenca (m. 1991).[16]
- 1910, Saint Louis (Missouri), Estats Units: Barbara O'Neil, actriu estatunidenca.[17]
- 1911, Pequín (Xina): Yang Jiang, dramaturga, escriptora i traductora xinesa, especialment coneguda per la traducció d'obres occidentals com El Quixot (m. 2016).[18]
- 1917, París (França): Christiane Rochefort, escriptora francesa, Premi Médicis de l'any 1988 (m. 1998).[19]
- 1921: 
  - Minot (Dakota del Nord): Mary Osborne, guitarrista de jazz, cantant i fabricant de guitarres estatunidenca.[20]
  - Hannah Szenes, membre resistència anti-nazi durant la Segona Guerra Mundial.
- 1925, Breslau, actual Polònia: Anita Lasker-Wallfisch, violoncel·lista, membre supervivent de l'Orquestra de Dones d'Auschwitz.[21]
- 1930, Szolnok: Arpád Račko, escultor eslovac.[22]
- 1932, Mendoza, Argentina: Joaquín Salvador Lavado Tejón, conegut com a Quino, humorista gràfic i creador de còmics argentí, creador de Mafalda (m. 2020).[23]
- 1935, Bronx, Nova York: Diahann Carroll, actriu i cantant estatunidenca (m. 2019).[24]
- 1940, Atenes: Marina Karella, reconeguda pintora grega.[25]
- 1947, Londres, Anglaterra: Camil·la del Regne Unit, reina consort del Regne Unit de Gran Bretanya i Irlanda del Nord.[26]
- 1952, Helena, Montana, EUA: Nicolette Larson, cantant Estatunidenca (m. 1997).
- 1954, Hamburg, RDA: Angela Merkel, política alemanya, cancellera del seu país des del 2005 fins al 2021.[27]
- 1957, Toronto: Wendy Freedman, astrònoma canadenca-estatunidenca, coneguda per la mesura de la constant de Hubble.[28]
- 1968, Bonn, Alemanya: Julia Hülsmann, pianista i compositora de jazz alemanya.[29]
- 1975, Palència: Elena Anaya, actriu de cinema espanyola.[30]
- 1980, Pamplona: Idoia Villanueva Ruiz, enginyera informàtica i política espanyola. Ha estat senadora i europarlamentària.[31]

## Necrològiques
Països Catalans
- 1891 - Madrid: Joaquim Pi i Margall, pintor i gravador català (n. 1831).
- 2000 - Barcelona: Ramon Aramon i Serra, filòleg català (n. 1907).
- 2010 - Mataró: Teresa Borràs i Fornell, compositora, concertista de piano i professora (n. 1923).[32]
- 2015 - Barcelona: Genoveva Masip i Torner, religiosa catalana, de la Companyia de les Filles de la Caritat de Sant Vicenç de Paül, coneguda com Mare Teresa de les Rambles (n. 1923).[33]
- 2024:
  - Alfons Llorenç Gadea, periodista i polític valencià (n. 1951).[34]
  - Llofriuː Rosa Regàs i Pagès, escriptora, traductora i editora catalana (n. 1933).[35]

Resta del món
- 1272 - Narbona, Berenguela Alonso de Molina, amistançada de Jaume el Conqueridor.
- 1566 - Madrid, Fra Bartolomé de las Casas, frare dominic andalús del Regne de Castella, cronista, teòleg, bisbe de Chiapas (Mèxic) i gran defensor dels indis americans (n. 1484).
- 1588 - Constantinoble, Imperi Otomà: Mimar Sinan, arquitecte i enginyer civil otomà autor d'importants obres com la mesquita de Solimà d'Istanbul (n. 1489).
- 1684 - Kiang-tchon (Yuncheng) Xina: Christian Herdtrich, jesuïta austríac, missioner a la Xina (n. 1625)
- 1766 - Pequín: Giuseppe Castiglione, jesuïta missioner i pintor (n. 1688)
- 1790 - Edimburg, Escòcia: Adam Smith, economista.
- 1793 - París, França: Charlotte Corday, la dona que va matar el radical jacobí francès Jean-Paul Marat el 1793 (n. 1768).[36]
- 1887 - Trenton, Nova Jersey: Dorothea Dix, educadora, reformadora social americana (n. 1802).[37]
- 1912 - París: Henri Poincaré, matemàtic francès (n. 1854).
- 1959 - Nova York, Estats Units: Billie Holiday, cantant estatunidenca de jazz (n. 1915).[38]
- 1967 - Seaford, Anglaterra: Janet Lane-Claypon, metgessa anglesa, una de les fundadores de la ciència de l'epidemiologia (n. 1877).[39]
- 1994 - Arbona, França: Jean Borotra fou un tennista francès (n. 1898).
- 2001 - Idaho: Katharine Graham, editora periodística nord-americana, propietària i editora de The Washington Post (n. 1917).[40]
- 2005 - Nova York, Estats Units: Geraldine Fitzgerald, actriu irlandesa (n. 1913).
- 2005 - Salisbury, Anglaterra: Edward Heath, polític anglès, Primer Ministre del Regne Unit (1970-1974) (n. 1916).
- 2009 - Ciutat de Mèxic: María Luisa Elío, escriptora i actriu navarresa exiliada (n. 1926).[41]
- 2015 - Niça, França: Jules Bianchi pilot de fórmula 1 (n. 1989).
- 2019 - Roma: Andrea Camilleri, guionista, director teatral i televisiu, i novel·lista italià, creador del comissari Montalbano (n. 1925).[42]

## Festes i commemoracions

### Santoral[43]

#### Església Catòlica[44]
- Sants i beats al Martirologi romà (2011): santa Generosa i els Màrtirs de Scillis (180); Aleix de Roma; Jacint, màrtir (s. III); Justa i Rufina, màrtirs de Sevilla (305); Marcel·lina de Milà (s. IV); Teodosi d'Auxerre, bisbe (s. VI); papa Lleó IV (855); Ennodi de Pavia bisbe (521); Fredegand de Kerkedor, abat (s. VIII); Kenelm de Gal·les, príncep (820); Atanasi de Nàpols, bisbe (872); Colomà de Stockerau, pelegrí (1012); Andreu i Benet de Skalka, eremita (1034); Eduvigis de Polònia, reina (1399); Pere Liu Ziyu, màrtir (1900); Pavol Gojdic, bisbe de Presov, màrtir (1960).
  - Beats: Màrtirs de Compiègne, carmelites (1794).
- Sants i beats no inclosos al Martirologi: Marina de Bitínia, màrtir; Livari de Marsal, cavaller màrtir (451).
  - Beats: Constança de Sicília, reina.
- Servent de Déu Bartolomé de las Casas, dominic.
- Venerats a l'Orde de la Mercè: beat Blas de la Encarnación (1612).

#### Esglésies orientals

##### Església Apostòlica Armènia
- 28 Margats (4 de juliol del calendari julià): Bianorau i Silvà de Pisídia, màrtirs; Donat de Líbia, bisbe màrtir; Marc i Andreu de Jerusalem, ascetes; Marc i Mòcim d'Alozonos, màrtirs; Teodosi, prevere màrtir.

##### Església Copta
- 10 Abib: Sofonies, profeta; Taosor de Corint, bisbe, i Dignià màrtir; Teodor de Pentàpolis, bisbe màrtir; Gabriel VII d'Alexandria, patriarca (1568); Mar Pere, màrtir; consagració de l'església dels Sants Sergi i Bacus de Rusafa

##### Església Ortodoxa de Síria
- Ḥabib, diaca màrtir, deixeble de Jaume el Menor; Joan el Baptista, seguidor de Jesús, màrtir; Zenobi; consagració de l'església de Sant Tomàs Apòstol.

#### Església Ortodoxa (segons el calendari julià)
- Se celebren els corresponents al 30 de juliol del calendari gregorià.

#### Església Ortodoxa (segons el calendari gregorià)
Corresponen als sants del 4 de juliol del calendari julià.
- Sants: Innocenci, Sebaste i màrtirs de Sírmium (304); Teodor de Cirene, bisbe màrtir; Cipril·la de Cirene, màrtir; Aroa i Llúcia, màrtirs; Teòdot i Teòdota de Cesarea, màrtirs; Andreu de Creta, bisbe de Gortina; Marta, mare de Simeó Estilita el Jove (551); Andreu de Bogoliubsk, príncep (1174), Andreu el Rus, del Cairo (1174); Miquel Coniata, bisbe d'Atenes (1220); Eufemi de Suzdal, abat (1404); translació de les relíquies de Martí de Tours; Andreu Rubliov, pintor (1430); Ticó, Basili i Nicó de Solovki, monjos (s. XVI); Marc el Confessor, monjo; Joan de Sarov, abat (1737); Nicolau II de Rússia i la família imperial russa, màrtirs reials (1917); Nil de Poltava, màrtir (1918); Sava de Gornji Karlovac, màrtir; Dmitri, prevere màrtir (1936); Jordi de Sèrbia, prevere màrtir (1941); Sinaxi dels Sants Pares de Pskovo-Petstxersk; Sinaxi dels Sants Pares de Tver.

Església Ortodoxa Grega
- Sants: Asclèpia, taumaturga; Menigne, monjo; Teòdot del Líban, màrtir; Teòfil, prevere; Donat de Líbia, bisbe.

#### Esglésies luteranes
- Bartolomé de las Casas, religiós; Església Evangèlica d'Alemanya: Màrtirs de Scillis.